# 帯同馬
帯同馬（たいどうば）とは、遠征などで競走馬に帯同する競走馬のことである。帯同馬もレースに出走する場合もある。
馬は慣れない土地に行くと寂しがる習性を持っており、帯同馬と共に遠征することでそれを緩和させる効果がある。現地での調教相手になるという目的もある。
帯同馬に選ばれる馬は、遠征馬と同じ馬主の所有馬、同じ調教師の管理馬であることが多い。
日本のレースでは、ジャパンカップ及びチャンピオンズカップに出走する外国馬に帯同馬と共に来日する馬が多い。

## 帯同馬となった主な競走馬
- ハッピーウッドマン

1999年、フランスに長期遠征を行ったエルコンドルパサーの帯同馬となった。自身はスィション賞で3着、ドラール賞（G2）で9着となる。
- ドージマムテキ

1999年、アベイ・ド・ロンシャン賞を制したアグネスワールドの帯同馬となった。自身も同レースに出走し13着となる。
- イーグルカフェ

2002年、第81回凱旋門賞に出走したマンハッタンカフェの帯同馬となった。自身もドラール賞（G2）に出走し3着となる。なお、帰国後に行われたジャパンカップダートを制した。
- ピカレスクコート

2006年、第85回凱旋門賞に出走したディープインパクトの帯同馬となった。自身もダニエルウィルデンシュタイン賞（G2）に出走し2着となる。帰国後は2007年のダービー卿チャレンジトロフィーを制した。
- ファンドリコンドル

2008年、第87回凱旋門賞に出走したメイショウサムソンの帯同馬となった。自身もダニエルウィルデンシュタイン賞（G2）に出走し6着となる。なお、同馬はその後高知競馬に移籍している。
- アヴェンティーノ

2012年、第91回凱旋門賞に出走したオルフェーヴルの帯同馬となった。自身も同レースに出走し17着となる。
- ステラウインド

2013年、第92回凱旋門賞に出走したキズナの帯同馬となった。自身はフォワ賞に出走し5着となる。
- フルフラット

2019年にBCスプリント、2020年にサウジカップにそれぞれ出走したマテラスカイの帯同馬となった。自身はアメリカ遠征の際はBCジュベナイルに出走し5着、サウジアラビア遠征の際は同日に行われたサンバサウジダービーカップに出走し1着となり、日本馬として初めてサウジアラビアで勝利を挙げた。

## 帯同馬となる予定だった主な競走馬
- シリウスシンボリ

1985年、キングジョージ6世&クイーンエリザベスダイヤモンドステークスに出走予定だったシンボリルドルフの帯同馬となる予定だったが、シンボリルドルフが故障したため単独でフランスに遠征した。